# عدسی‌چهرگان
عدسی‌چهرگان یا فاکوپیدا (انگلیسی: Phacopida) یک راسته  از تریلوبیت‌ها (سه‌بندی‌ها) بود که از کامبرین پسین تا دوونین پسین زندگی می‌کرد. این راسته شامل گروهی متنوع از گونه‌های مختلف است که در سه زیرراسته مرتبط دسته‌بندی شده‌اند.

## ویژگی‌ها

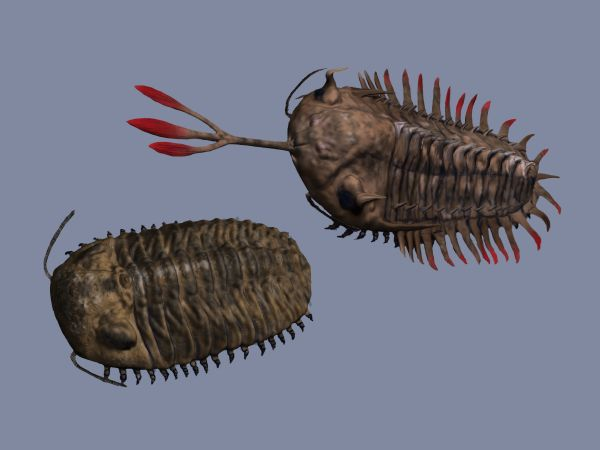
بازسازی Phacops (Phacopidae، سمت چپ) و Walliserops (Acastidae، سمت راست)

تریلوبیت‌های عدسی‌چهره دارای ۸ تا ۱۹ بند سینه‌ای بودند و ویژگی‌های متمایز آن‌ها شامل گلابلای (Glabella) پهن‌شده، ناحیه preglabellar کوتاه یا غایب و چشم‌های تریلوبیتی (در Phacopina) یا holochroal (در Cheirurina و Calymenina) بود. چشم‌های Schizochroal نوعی چشم مرکب بودند که تا حدود ۷۰۰ عدسی مجزا داشتند. هر عدسی دارای یک قرنیه مستقل بود که به یک صلبیه نسبتاً بزرگ گسترش می‌یافت.
توسعه چشم‌های Schizochroal در تریلوبیت‌های عدسی‌چهره نمونه‌ای از نئوتنی از نوع post-displacement است. چشم‌های تریلوبیت‌های کامبرین از نوع holochroal، در مراحل نابالغ خود شبیه به چشم‌های schizochroal بودند. در عدسی‌چهرگان، این ساختارهای نابالغ به‌دلیل تأخیر در رشد (post-displacement) در فرم بالغ حفظ شدند.
دو عضو شناخته‌شده این راسته عبارت‌اند از Eldredgeops rana (Phacopidae) و Dalmanites limulurus (Dalmanitidae). سایر گونه‌های شناخته‌شده عدسی‌چهرگان شامل Cheirurus (Cheiruridae), Deiphon (Cheiruridae), Calymene (Calymenidae), Flexicalymene (Calymenidae) و Ceraurinella (Cheiruridae) هستند.

## فرگشت
منشأ راسته عدسی‌چهرگان نامشخص است. این راسته شامل سه زیرراسته (Phacopina, Calymenina و Cheirurina) است که همگی دارای protaspis (لارو بدون‌بند) با سه جفت خار در بدن خود هستند. در زیرراسته‌های Cheirurina و Calymenina، یک صفحه جداریختی حفظ شده است، اما در تقریباً تمام اعضای Phacopina، گونه‌های آزاد به‌صورت یکپارچه به یکدیگر متصل شده‌اند. این شباهت در توسعه نشان‌دهنده هم‌ریشگی فیلوژنتیکی است. زیرراسته Calymenina ابتدایی‌ترین گروه در راسته عدسی‌چهرگان است و برخی ویژگی‌های مشترک با راسته Ptychopariida دارد، هرچند که در زیررده Librostoma دسته‌بندی نمی‌شود.
عدسی‌چهرگان یکی از دو راسته تریلوبیت‌ها (در کنار Proetida) بودند که از رویداد انقراض دونین پسین در مرز فراسنین-فامنین (زمین‌شناسی) جان سالم به در بردند. بااین‌حال، آن‌ها مدت کوتاهی پس از آن در رویداد Hangenberg (انقراض پایان دوونین) در انتهای فامنین از بین رفتند.

## رده‌بندی
- **زیرراسته Calymenina**
  - خانواده Bathycheilidae
  - خانواده Bavarillidae
  - خانواده Calymenidae
  - خانواده Homalonotidae
  - خانواده Pharostomatidae
- **زیرراسته Cheirurina**
  - خانواده Cheiruridae
  - خانواده Encrinuridae
  - خانواده Pilekiidae
  - خانواده Pliomeridae
- **زیرراسته Phacopina**
  - ابرخانواده Acastoidea
    - خانواده Acastidae
    - خانواده Calmoniidae

  - ابرخانواده Dalmanitoidea
    - خانواده Dalmanitidae
    - خانواده Diaphanometopidae
    - خانواده Prosopiscidae

  - ابرخانواده Phacopoidea
    - خانواده Phacopidae
    - خانواده Pterygometopidae

الگو:Stereo image